# 金鹨
金鹨（学名：Tmetothylacus tenellus）是雀形目鹡鸰科的一种鸟类，属于单型的金鹨属（学名：Tmetothylacus）。
金鹨体重约20.1克，翼长约82毫米，喙宽度约3.3毫米，喙厚度约3.8毫米，嘴峰长约15.4毫米，跗蹠长约26.1毫米，尾长约56.8毫米。
金鹨是留鸟，栖息在草地环境，它们是食肉动物，主要以昆虫、蜘蛛等陆生无脊椎动物为食。它们分布在南苏丹东南部、埃塞俄比亚南部和东部、索马里、乌干达北部、肯尼亚东部和坦桑尼亚东部。